# سیارک ۱۷۰۹۱
سیارک ۱۷۰۹۱ (به انگلیسی: 17091 Senthalir، نامگذاری:1999JM21) هفده هزار و نود و یکمین سیارک کشف شده‌است که در ۱۰ مه ۱۹۹۹ کشف شد.
قدر مطلق سیارک برابر ۱۷.۸ است.